# Appa (rapper)
Rachid El Ghazaoui (Amsterdam, 27 januari 1983), bekend onder zijn artiestennaam Appa, is een Marokkaans-Nederlandse rapper. Hij behoorde oorspronkelijk tot de rapformatie THC. Na zijn vertrek bij de groep in 2005 ging hij solo verder.

## Biografie

### 2001-05: Begin en de Tuindorp Hustler Click
Appa is een zoon van Marokkaanse gastarbeiders. Hij groeide op in de Molenwijk, een buurt in Amsterdam-Noord. De jonge Appa luisterde eerst naar Marokkaanse muziek en trance, totdat midden jaren 90 het album All Eyez on Me van de Amerikaanse rapper 2Pac uitkwam. Hij begon zich te interesseren in rapmuziek, waarna hij zijn eerste teksten schreef.
Thuis had hij het nooit breed en Appa begon zijn geld te verdienen in het criminele circuit. Zo pleegde hij rond 2001 een overval en nam tevens diezelfde dag zijn eerste rapnummer op. Het nummer maakte hij samen met Stepherd, een Amsterdamse rapper die later een duo zou vormen met Skinto, en ging over het haten van de politie en verklikkers.
Algauw raakte hij ook bekend met de Nederlandstalige rap. Hij sloot zich in 2002 aan bij de rapformatie Tuindorp Hustler Click (THC) uit Amsterdam-Noord. Zijn eerste wapenfeit was zijn bijdrage op het nummer Je bakt er niks van samen met Kenna en Rocks. THC bracht vervolgens in 2003 de THC Recordz mixtape vol. 1 uit met nummers als Zina en Kogel vangen voor je mattie.  Voor de videoclip van het nummer Zina reisde Appa met de groep naar Marokko.
In 2005 verscheen hun debuutalbum Artikel 140. De titel verwijst naar artikel 140 van het Wetboek van Strafrecht aangaande het lidmaatschap van een criminele organisatie. Appa stond onder andere op de hit In de Noordside, maar had met het nummer Wat is er aan de hand? ook een solo-track op het album. In dit nummer besprak hij onder andere de problemen in Palestina.
Appa kwam eind 2005 in een zakelijk conflict met THC, waarna hij besloot de groep te verlaten. Dit werd pas tijdens een interview in 2006 bekend. Later zou gebleken zijn dat ook persoonlijke wrijvingen ten grondslag lagen aan zijn vertrek.

### 2006-07:De Meest Onderschatteen aanvaring met Geert Wilders
Zijn eerste solo-project "De meest onderschatte" bracht Appa in 2006 uit in eigen beheer. Niet lang erna verscheen ook zijn eerste videoclip: "Schuif aan de kant" samen met collega-rapper Naffer. De mixtape werd positief ontvangen in het rapcircuit. Veel randstadjongeren konden zich identificeren met de muziek van de rapper.
In augustus 2007 bracht hij het nummer "Ik heb schijt" met Sjaak uit. In dit nummer gaf hij kritiek op de overheid en hun aanpak in de achterstandswijken. In de bijbehorende videoclip werd extra kracht achter de teksten gezet door beelden uit te zenden waarin keffiyeh dragende jongeren in Amsterdam met wapens te zien zijn. De clip trok de aandacht van de nationale media en werd vaak bekeken op internet. 
Een aantal dagen later kwam hij in conflict met politicus en felle criticus van de islam Geert Wilders. In een interview met De Pers zei Appa:  "Als ik Wilders ooit tegenkom, is ‘ie van mij. Ik zweer je, ik pak hem aan. En er zijn meer mensen bij wie die behoefte groeit. Men moet niet raar opkijken als Mohammed C. binnenkort opstaat. Als iemand een kogel door zijn fokking kop schiet, vind ik dat niet erg." Wilders gaf vervolgens aan zich bedreigd te voelen door de uitspraken van Appa en besloot om aangifte te doen. Appa was niet onder de indruk: "Geert Wilders is een clown. Wat doet hij nog in de politiek?"
In gesprek met 3voor12 vertelde Appa dat hij op de dag van het artikel in De Pers werd ingehuurd door het Ministerie van Justitie om een rapworkshop te geven in een detentiecentrum. Dit viel verkeerd bij Wilders, waardoor de PVV daar kamervragen over stelde aan de Minister van Justitie.

### 2007:Straatfilosoof
Op 2 november 2007 werd zijn debuutalbum "Straatfilosoof" in eigen beheer uitgebracht met hulp van Top Notch. Het album is naar eigen zeggen autobiografisch. Ook was Appa op de televisie te zien bij de NMO, waar hij vertelde met zijn muziek vooral de jongeren te willen motiveren om hard te werken. De thema's op het album variëren sterk van onderwerpen als vriendschap, religie, armoede, discriminatie tot een brief gericht aan Jan Peter Balkenende, de voormalig minister-president van Nederland. Met zijn muziek profileert Appa zich als vertolker van het onderbuikgevoel van etnisch-culturele minderheden.
Op 7 november 2007 is Appa, naast The Opposites, een van de twee grote winnaars op de URBNN Awards. Hij neemt twee prijzen in ontvangst, namelijk als Beste Nieuwkomer en Beste Mixtape. In 2008 kwam Appa met een nieuwe videoclip genaamd "Kijk door mijn ogen" met collega-rapper Mr. Probz. In tegenstelling tot zijn eerdere clips, wordt "Kijk door mijn ogen" wel getoond op muziekzender TMF.

## Privé
In aanloop naar de Nationale Dodenherdenking in Nederland op 4 mei 2024 werd hij aangehouden omdat hij had opgeroepen om te gaan schreeuwen tijdens de twee minuten stilte bij de landelijke herdenking op de Dam.

## Discografie

### Albums
Studioalbums
- Straatfilosoof (2007)

Mixtapes/ep's
- De meest onderschatte (2006)
- Ter Beschikking van de Straat (2007)
- MKRSLG (2013)

Samenwerkingen
- Wolf (met Sjaak) (2013)

Albums met THC
- THC Recordz mixtape vol. 1 (2003)
- Artikel 140 (2005)

Hitnoteringen
| Jaar | album                 | Top 100 | weken |
| ---- | --------------------- | ------- | ----- |
| 2005 | Artikel 140 (als THC) | 51      | 5     |
| 2007 | Straatfilosoof        | 40      | 2     |

### Singles
Videoclips
- Schuif aan de kant (met Naffer) (2006)
- Ik heb schijt (met Sjaak) (2007)
- Kijk door mijn ogen (met Mr. Probz)  (2007)
- Ana Maghrabi (met Cheb Douzi) (2009)
- Topklasse (2010)
- 100% Halal (met Fouradi) (2013)
- Vrije Jongens (met Lange Frans, Kleine Viezerik & El Stylo) (2013)
- Onbegrepen (met Nasrdin Dchar) (2013)
- Zure Appel (2020)

Losse nummers
- 2007 - MC Wilders
- 2009 - Ya Rassi
- 2009 - Badboy (Badr Hari opkomstanthem)
- 2009 - Ana Maghrabi
- 2010 - Topklasse (soundtrack Appie)
- 2010 - Beloofde land (met Megan Brands)
- 2011 - Wat je hoort over mij